# Aleksandra Polańska (pływaczka)
Aleksandra Polańska (ur. 24 września 2000 w Raszynie) – polska pływaczka, medalista mistrzostw Europy (2024).

## Życiorys
W 2017 zdobyła srebrny medal na 100 m st. dowolnym w trakcie Mistrzostw Polski. W 2018 podczas Mistrzostw Europy uplasowała się na 29. miejscu na 200 m st. dowolnym oraz 44. miejscu na 100 m st. dowolnym. W 2019 w trakcie Mistrzostw Polski zdobyła złoty medal na 200 m st. dowolnym oraz srebrny medal na 100 m st. dowolnym. W tym samym roku wystąpiła na Mistrzostwach Świata, gdzie uplasowała się na 21. miejscu na 200 m st. dowolnym. W 2020 na Mistrzostwach Polski zdobyła złoty medal na 200 m st. dowolnym i brązowy medal na 100 m st. dowolnym, zaś w 2021 ponownie złoty medal na 200 m st. dowolny oraz srebrny medal na 100 m st. dowolnym. W 2021 w trakcie Mistrzostw Europy uplasowała się na 16. miejscu na 200 m st. dowolnym.   
W 2021 znalazła się w składzie polskiej reprezentacji olimpijskiej na Igrzyska Olimpijskie w Tokio, jednak jeszcze przed rozpoczęciem igrzysk znalazła się w grupie sześciu polskich pływaków, których zabrakło na opublikowanych oficjalnych listach zgłoszeniowych. Wynikało to z faktu, że szefowie Polskiego Związku Pływackiego (PZP) źle zinterpretowali regulamin zgłoszeniowy i przekroczyli przysługującą reprezentacji Polski pulę miejsc możliwych do obsadzenia. Zawodnicy i sztab o decyzji Światowej Federacji Pływackiej (FINA) dowiedzieli się już w Japonii. Ostatecznie Aleksandra Polańska została skreślona z listy polskiej reprezentacji i nie wystąpiła na Letnich Igrzyskach Olimpijskich 2020.
Na mistrzostwach Europy w 2022 zajęła 6. miejsce na 200 metrów st. dowolnym, w sztafecie 4 x 100 m stylem zmiennym (mix) zajęła 4. miejsce, w sztafecie 4 x 100 m stylem dowolnym (mix) 5. miejsce, w sztafecie 4 x 100 m stylem zmiennym 6. miejsce, w sztafecie 4 x 200 m stylem dowolnym 7. miejsce. W 2023 została wicemistrzynią Polski na basenie 50-metrowym na 100 i 200 m stylem dowolnym oraz w sztafecie 4 x 100 m stylem dowolnym, a w sztafecie 4 x 100 m stylem zmiennym wywalczyła brązowy medal. W tym samym roku na zimowych mistrzostwach Polski zdobyła złoty medal w sztafecie 4 x 200 m stylem dowolnym, srebrny medal na 200 m stylem dowolnym i w sztafetach 4 x 100 m stylem dowolnym i stylem zmiennym i brązowy medal na 100 m stylem dowolnym. W 2024 zajęła 5. miejsce w sztafecie 4 x 100 m stylem dowolnym na mistrzostwach świata (płynęła w biegu eliminacyjnym, na tych samych zawodach odpadła też w eliminacjach wyścigu na 200 metrów stylem dowolnym. Na mistrzostwach Polski w tym samym roku (basen 50 m) zdobyła brązowe medale na 100 m stylem dowolnym i w sztafecie 4 x 100 m stylem zmiennym, a na mistrzostwach Europy wywalczyła brązowy medal w sztafecie 4 x 100 metrów stylem dowolnym (z Kornelią Fiedkiewicz, Zuzanną Famulok i Wiktorią Guśc).